# Козьмодемьяновка (Лысогорский сельсовет)
Козьмодемья́новка — село в Тамбовском районе Тамбовской области России. 
Входит в состав Лысогорского сельсовета.

## География
Расположено на реке Челновая, примерно в 19 км к северо-западу от центра города Тамбова. На юге примыкает к селу Лысые Горы.

## Население
| 2002 | 2010 |
| ---- | ---- |
| 561  | ↗622 |

### Национальный состав
Согласно результатам переписи 2002 года, в национальной структуре населения русские составляли 97 % от жителей.